# General Electric J73
Pour les articles homonymes, voir J73.
Le General Electric J73 est un turboréacteur à simple flux développé par la compagnie GE Aviation à partir du J47 plus ancien, avec une poussée augmentée de moitié. Il est certifié en 1954.

## Utilisation
Les avions qui ont été équipés du J73 sont :
- Le YF-84J Thunderstreak
- Le F-86H Sabre

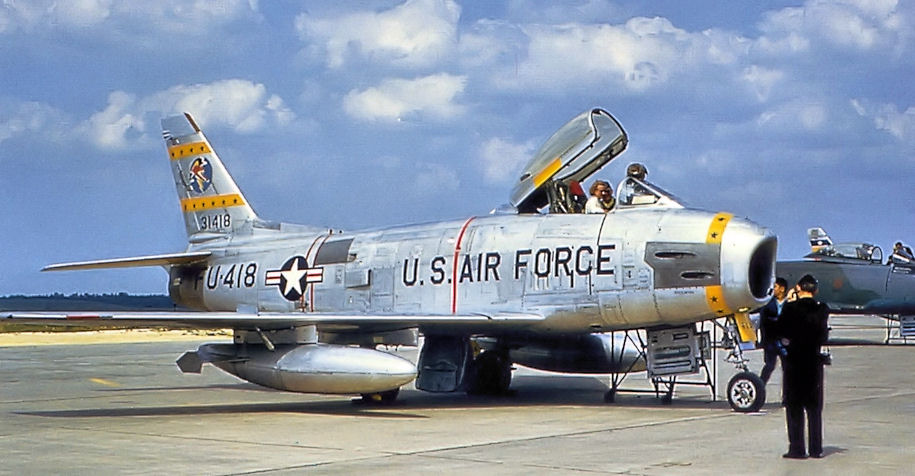
Un F-86H de l'USAF.
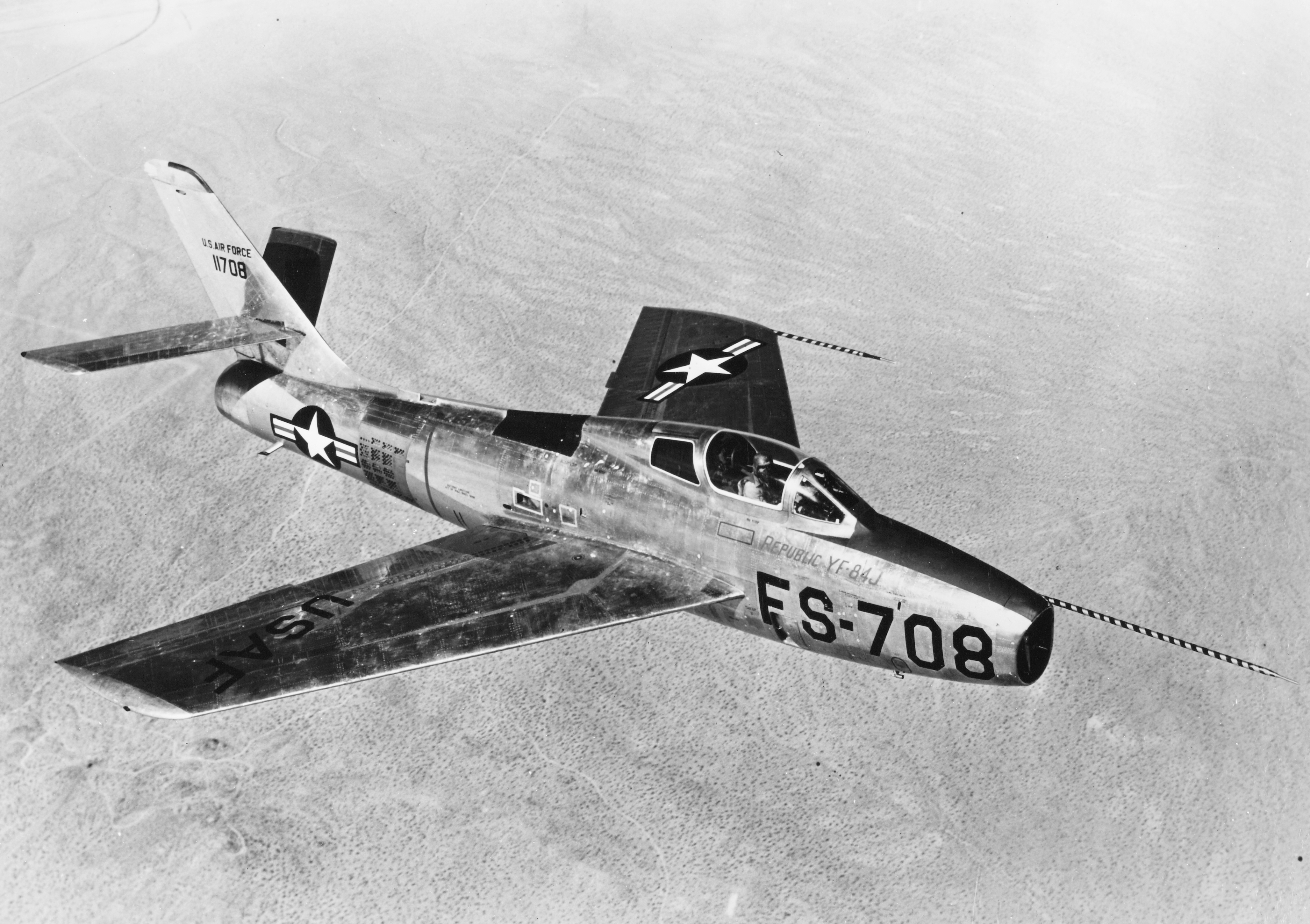
Le YF-84J Thunderstreak.